# تیون
تیون (به لاتین: Tune) یک منطقهٔ مسکونی در دانمارک است که در Greve Municipality واقع شده‌است. تیون ۲٫۴۶ کیلومتر مربع مساحت و ۵٬۲۸۰ نفر جمعیت دارد.